# Al Boraq
Al Boraq (en arabe : البُراق) est le train à grande vitesse de l'Office national des chemins de fer (ONCF), offre « premium » de la compagnie nationale marocaine ; il désigne à la fois le train, la marque déposée et la ligne commerciale sur laquelle le train circule. Par la mise en service commercial de la première ligne à grande vitesse (LGV) en Afrique le 26 novembre 2018, Al Boraq circule à une vitesse de 320 km/h, ce qui en fait le train le plus rapide de ce continent.

## Identité

### Dénomination
Le roi Mohammed VI a nommé le service à grande vitesse Al Boraq (البُراق), en référence à la créature ailée qui a transporté  Mahomet de La Mecque à Jérusalem pendant le voyage nocture de l'isrā'.

### Logo
Le logo de la marque a été conçu par Rachid Bouderka, jeune étudiant à l'université Ibn Zohr d'Agadir alors âgé de 22 ans. Il remporte en effet un concours lancé en juillet 2018 et clos en novembre de la même année assorti d'un prix de 30 000 dirhams. Le logo représente de manière figurée un train Al Boraq de profil. Les deux couleurs du train, le vert et le rouge, sont celles du drapeau national, et il est orné en filigranes de motifs étoilés inspirés de ceux des zelliges typiques de l'art décoratif marocain. Le nom de la marque est inscrit dans la partie inférieure du logo, en alphabet latin et en arabe.

## Historique

### Ligne Tanger - Casablanca
Les premières études sur la faisabilité du train à grande vitesse au Maroc ont débuté en 2003 et, en 2006, la section entre Tanger et Kénitra a été identifié comme prioritaire. En 2007, des accords préliminaires ont été signés et l'ONCF a annoncé son intention d'acquérir 18 rames Alstom. Les travaux ont débuté en 2013.
Le 19 juin 2015, les livraisons de matériel roulant ont commencé avec l'arrivée de la première rame à Tanger.
Une coentreprise entre l'ONCF et l'opérateur ferroviaire français SNCF a été créée pour assurer la maintenance des trains pour un contrat de 15 ans. En février 2017, les essais des trains ont débuté et au cours du programme d'essai, un record de vitesse africain a été établi à 357 km/h. En octobre 2017, la construction de la voie s'est achevée, suivie de celle de la nouvelle caténaire électrique au mois de novembre.
Le système électrique a été mis sous tension pour la première fois en janvier 2018. À la mi-2018, la construction des gares était terminée.
Le 15 novembre 2018, le service a été inauguré lors d'une cérémonie à Tanger, tandis que le service commercial débute avant la fin de l'année. À partir du 25 décembre 2018, les trains Al Boraq quittent respectivement Casablanca ou Tanger toutes les heures soit de 6h00 à 21h00. Sauf le week-end où les trains commencent leur service à partir de 7h00.
L'inauguration fut précédée de l'important réaménagement de quatre gares, desservies par le service Al Boraq : Tanger-Ville, Kénitra, Rabat-Agdal et Casa-Voyageurs.

### Ligne Kénitra-Marrakech
Après plusieurs mémorandums signés par le Maroc et les Emirats Arabes-Unis incluant la LGV et la candidature unique du Maroc avec l'Espagne et le Portugal pour la Coupe du Monde de football 2030, le projet de la LGV reliant Kénitra à Marrakech a pris un sérieux coup d'accélérateur afin de prévoir une ouverture prévue pour novembre 2029. 

### Ligne Marrakech - Agadir
À l'occasion des discours commémoratifs de la Marche verte de novembre 2015 et 2019, le roi Mohammed VI réitère l'importance stratégique de la ligne Marrakech - Agadir et invite le gouvernement à accélérer la mise en œuvre de la LGV entre les deux cités du sud marocain, par ailleurs capitales touristiques du pays. Des sources officielles indiquent alors que celle-ci fait l'objet d'une étude de faisabilité en cours de finalisation.
En mars 2020, un décret ministériel autorise l’expropriation au nom de l’utilité publique de lots de terrains de 4 hectares situés sur la commune d’Agadir, pour y construire la future gare ferroviaire du train à grande vitesse. En mai de la même année, ce sont des lots adjacents de 20 hectares qui sont expropriés.

## Infrastructure
La ligne Tanger - Casablanca, exploitée depuis novembre 2018, se compose de deux sections, la LGV Tanger - Kénitra, bâtie ex nihilo, et le tronçon reliant Kénitra à Casablanca. Sur le tronçon Tanger – Kénitra, long de 186 kilomètres, les trains Al-Boraq circulent à une vitesse de pointe de 320 km/h, tandis que sur le tronçon Kénitra - Casablanca, celle-ci s'élève à 160 km/h. Il est à terme prévu que le tronçon Kénitra - Casablanca se voit complété par une nouvelle LGV bâtie ex nihilo. Deux types d'électrification coexistent :  de Tanger à Kénitra, la nouvelle voie a été construite à 25 kV à 50 Hz, tandis que la ligne de Kénitra à Casablanca a conservé la caténaire 3 kV DC existante. Le système de signalisation de type ETCS a été installé par Ansaldo STS et Cofely Ineo.
Lors de l'inauguration des trains Al Boraq en 2018, le temps de trajet entre Casablanca et Tanger est passé de 4 heures et 45 minutes à 2 heures et 10 minutes.

## Matériel roulant

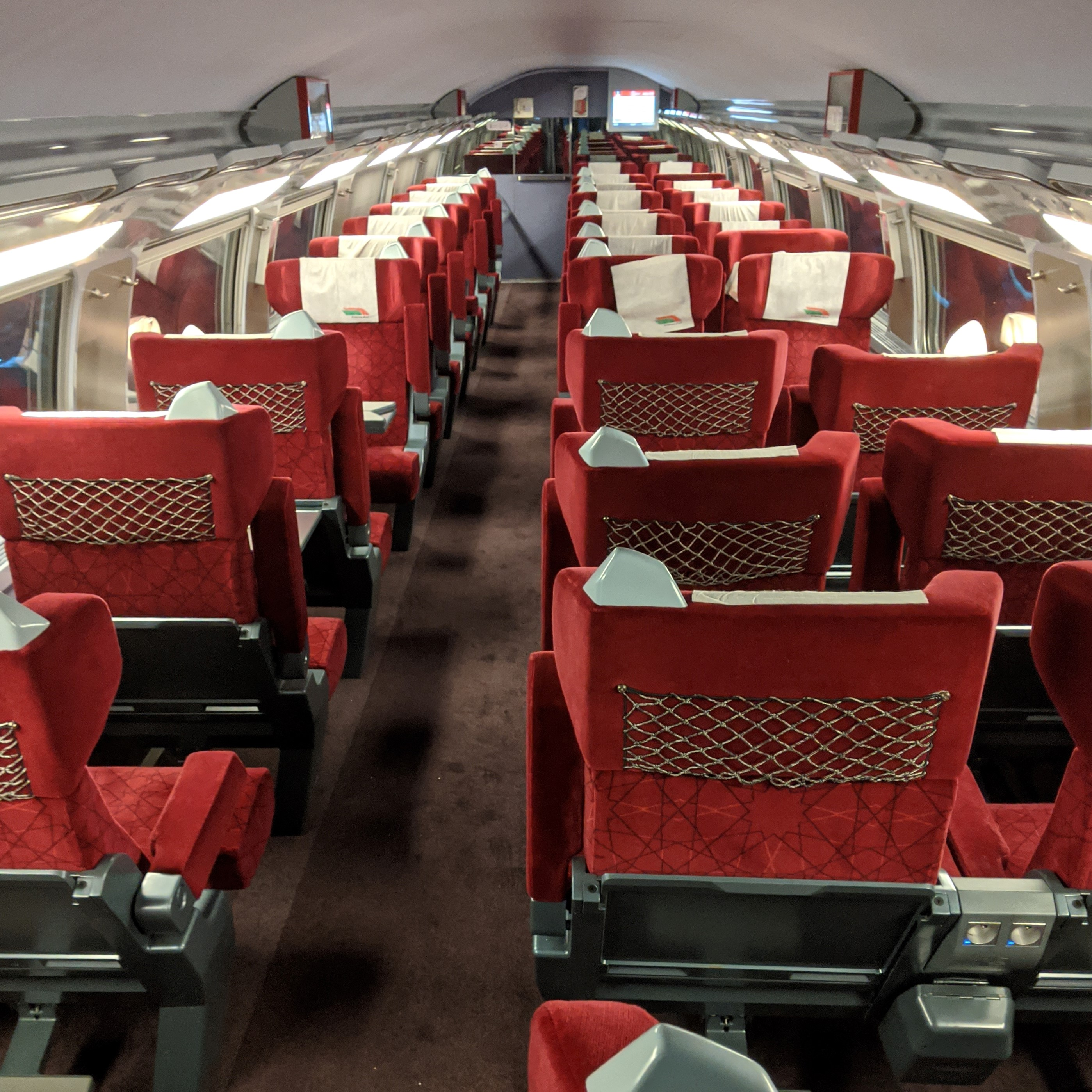
Intérieur de la voiture de première classe.

Les 12 rames Alstom Euroduplex (14 commandées à l'origine) opérant sur la ligne sont des trains à deux niveaux, chaque rame comprenant deux motrices et huit voitures de passagers,. La capacité est de 533 passagers au total en additionnant les deux voitures de première classe les cinq voitures de deuxième classe. Les trains Al Boraq disposent en outre d'une voiture buffet.

## Activité
Nombre de passagers transportés par an par le train à grande vitesse Al Boraq :
|                                | 2018 | 2019 | 2020 | 2021 | 2022 | 2023 | 2024 |
| ------------------------------ | ---- | ---- | ---- | ---- | ---- | ---- | ---- |
| Nombre de passagers (millions) |      | 3    | 1,3  | 2,4  | 4,2  | 5    | 5,5  |

## Voir également